# República del Congo en los Juegos Olímpicos de Londres 2012
La República del Congo estuvo representada en los Juegos Olímpicos de Londres 2012 por siete deportistas, cuatro hombres y tres mujeres, que compitieron en tres deportes.
La portadora de la bandera en la ceremonia de apertura fue la atleta Lorène Bazolo. El equipo olímpico congoleño no obtuvo ninguna medalla en estos Juegos.